# Тагільське (Казахстан)
Тагі́льське (каз. Тагиль) — село у складі Сарикольського району Костанайської області Казахстану. Адміністративний центр Тагільського сільського округу.
Населення — 659 осіб (2021; 845 у 2009, 1043 у 1999, 1257 у 1989).
В радянські часи село називалось Тагільське. 2022 року до складу села було включено територію площею 6,39 км².